# Serke
Serke (szlovákul Širkovce) község Szlovákiában, a Besztercebányai kerület Rimaszombati járásában.

## Fekvése
Rimaszombattól 12 km-re délkeletre, a Rima jobb partján található.

## Élővilága
2023-ban a kastély kéményéről áthelyezték a gólyafészket különálló oszlopra.

## Története
A falu melletti 378 m magas hegyen állott egykor vára. A várat 1274 után valószínűleg a Rátót nemzetségbeli Dezső, a Kaplai család őse építtette, eredeti neve Kapla. 1443-ban Giskra huszitái foglalták el, majd Mátyás szabadította fel. Valószínűleg a török harcokban pusztult el.
A települést 1264-ben "Sirque" alakban említik először. 1274-ben "Cherke", 1427-ben "Serke" néven szerepel a korabeli forrásokban. 1427-ben 64 portája adózott. A 16-17. században a Rákóczi és más nemes családok birtoka volt. A 18. században ismét elnéptelenedett. 1828-ban 131 házában 969 lakos élt, akik főként mezőgazdasággal foglalkoztak.
Vályi András szerint: "SERKE. Sirkovcze. Magy. falu Gömör Várm. Urai több Urak, lakosai többen reformátusok, fekszik Feledhez nem meszsze, mellynek filiája; határja középszerű, legelője szoros, fája nints."
Fényes Elek szerint: "Serke, magyar falu, Gömör és Kis-Honth egyesült vgyékben, Rimaszombathoz délre 1 1/2 mfdnyire, a Rima mellett, 96 kath., 873 ref. lak. Ref. anyatemplom. Határa nagyobbrészt róna s első osztálybeli. Nyugotra egy dombon fekszik az a vár, mellyet hajdan a Lorándfyak birtak, s melly most romokban hever. Bonfinius ezt Castrum Zirziethun-nak nevezi. F. u. többen."
Gömör-Kishont vármegye monográfiája szerint: "Serke, rimamenti magyar kisközség, körjegyzőségi székhely, 203 házzal és 1017 református vallású lakossal. E község a Lórántffiak ősi birtoka, kiknek itt váruk is volt, melynek nyomai ma is látszanak. Az 1244-iki adománylevélben Sisque néven van említve. Lóránt mester 1324-ben már a serkei vár ura, 1443-ban, a mikor Lorántffy György gömöri alispán volt a birtokosa, Giskra hadai foglalták el a várat. 1460-ban Mátyás király kiűzte innen a cseheket és a várat és tartozékait visszaadta a Lórántffiaknak. 1427-ben már jelentékeny helység lehetett, mert földesurának 64 jobbágyportája volt itt. 1424-ben a Felediek szerepelnek mint földesurak, akik a Lórántffiakkal vérrokonok voltak. A 17. században a Vay, Czegey, Vass, Szilassy, Toldalagi és a Kemény családok az urai, majd a Rákóczy-féle csetneki uradalomhoz tartozik, utána pedig a Kornis, Vécsey, Rédey, Inczédy, Kemény, Bánffy és Szilassy családok a birtokosai, most pedig Gömöry Jánosnak, Draskóczy Lászlónak és Fáy István országgyűlési képviselőnek van itt nagyobb birtoka. A 18. században a serkei járás székhelye volt. Vára a 15. században Kappla néven is szerepelt, akkor,  mikor a serkei Lórántffiakkal rokon Kapplay család volt az ura. 1786-ban a községet Sikovcze tót néven is említik. A község a török világban és a Rákóczy-féle szabadságharcok idején több izben volt ütközet színhelye. A faluban két úrilak van. Az egyiket a Szilassyak építtették, ez most a Gömöry Jánosé, a másikat a báró Kemény család emeltette, később Fáy Istváné lett. A református templom 1718-ban épült. Az egyház birtokában több érdekes szent-edény van, melyek a18. századból valók. Serkéhez tartozott Sastelek puszta, amelyet már a 15. században említettek. Serke és Détér között feküdt Czéncz, vagy Chyncz község is, mely 1481-ben merül fel s azután nyoma veszett. Serke község postája, távírója és vasúti állomása Feled."
A trianoni békeszerződésig Gömör-Kishont vármegye Feledi járásához tartozott. 1938 és 1944 között újra Magyarország része.

## Népessége
| Év:            | 1994. | 2004.    | 2014.   | 2024.   |
| -------------- | ----- | -------- | ------- | ------- |
| Emberek száma: | 764   | 903      | 954     | 963     |
| Eltérés:       |       | +18,19 % | +5,64 % | +0,94 % |

| Év:            | 2023. | 2024.   |
| -------------- | ----- | ------- |
| Emberek száma: | 962   | 963     |
| Eltérés:       |       | +0,10 % |

1910-ben 955-en, túlnyomórészt magyar anyanyelvűek lakták.
2011-ben 936 lakosából 495 magyar, 319 cigány és 89 szlovák.
2021-ben 957 lakosából 822 (+25) magyar (88%), 82 (+11) szlovák, 26 (+341) cigány, (+1) ruszin, 2 (+1) egyéb és 25 ismeretlen nemzetiségű volt.

## Híres személyek
- Itt született 1801-ben Agyagosi Molnár István református tanár.
- Itt született 1862-ben Serki Szabó József pedagógus, író, irodalomtörténész.
- Itt született 1905-ben Pekáry István festőművész.
- Itt élt gyermekként az 1850-es évek elején Kiss József költő.
- Itt hunyt el 1867-ben Almási Balogh Sámuel református lelkipásztor, író.
- Itt hunyt el 1955-ben Maróthy Margit színésznő, a Magyar Nemzeti Színház örökös tagja.
- Itt élt Lorántffy György 1443-ban gömöri főispán.

## Nevezetességei
- Egykori várának nyoma alig maradt.
- A faluban parkkal övezett Gömöry-Maróthy kastély áll.
- Református temploma gótikus alapokon épült.
- Mezőgazdasági gépek múzeuma.